# Culicoides delta
Culicoides delta är en tvåvingeart som beskrevs av Edwards 1939. Culicoides delta ingår i släktet Culicoides och familjen svidknott. Inga underarter finns listade i Catalogue of Life.